# Palast der Königin Daredschan

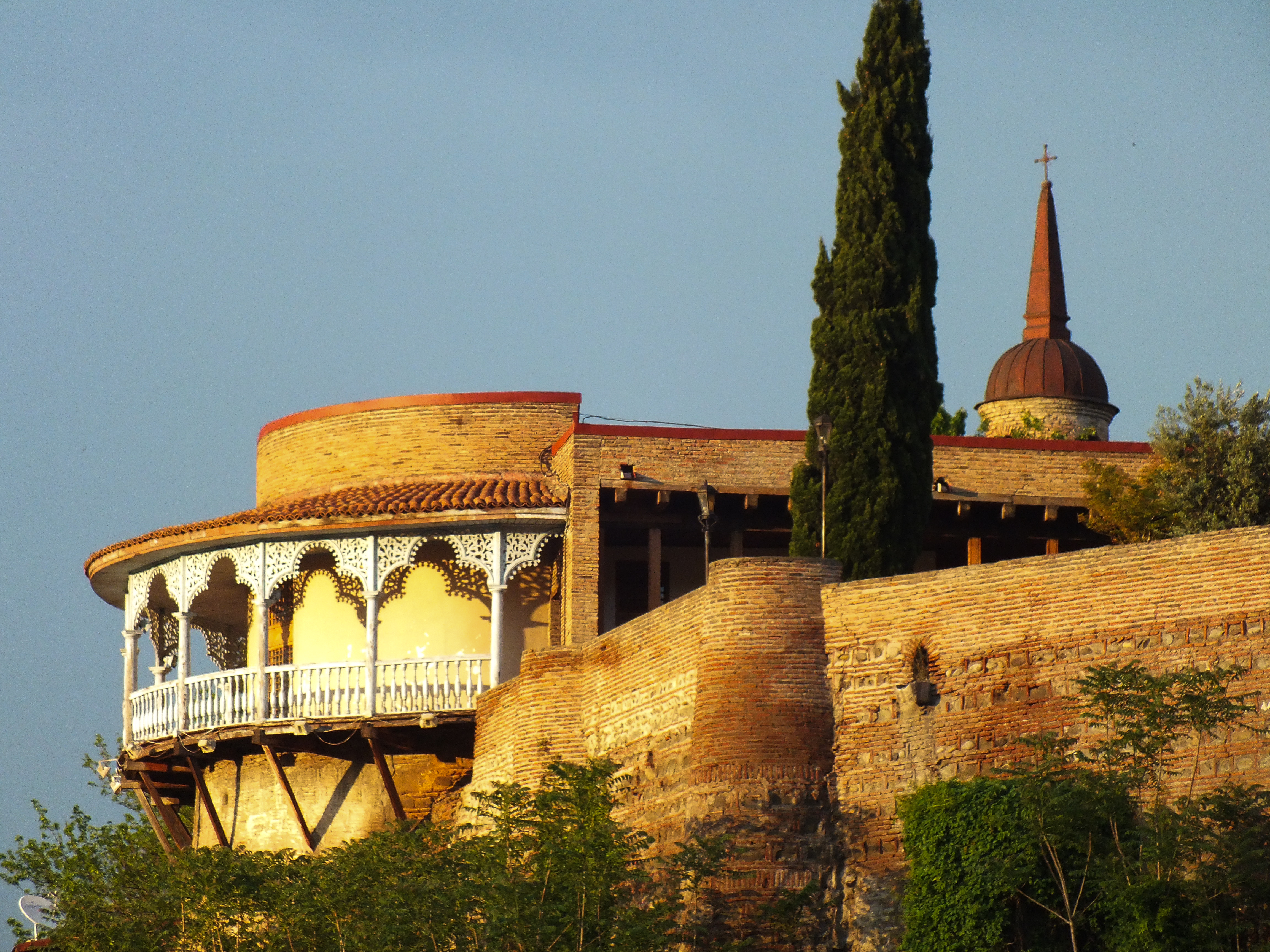
Palast von Königin Daredschan

Der Palast der Königin Daredschan (georgisch დარეჯან დედოფლის სასახლე) oder Satschino (georgisch საჩინო) in der Altstadt der georgischen Hauptstadt Tiflis wurde 1776 für Daredschan, die Frau des Königs Erekle II. erbaut und trägt noch heute ihren Namen. Im 19. Jahrhundert wurde er teilweise umgebaut. Der Palastkomplex umfasst Wohnungen, verschiedene Nebenlagerräume und eine königliche Hofkirche. Er wurde auf den Ruinen einer alten Burg erbaut, deren Türme, Pfeiler und Mauern aus Kopfstein und quadratischen (sogenannten georgischen) Ziegeln bestehen. Der runde Holzbalkon krönt den ebenfalls runden Turm. Nach der Sowjetisierung Georgiens nutzte man  den Palast mehrmals spontan zu Wohnzwecken, wodurch der Komplex wiederholt umgebaut wurde. Die Bewohner verließen den Palast ab den 1970er Jahren. Im Zuge von Restaurierungsarbeiten wurde das Denkmal von späten Verunstaltungen befreit und in sein ursprüngliches Aussehen zurückversetzt. Derzeit befindet sich im Palastkomplex ein Nonnenkloster.